# Luis Lima
Luis Lima (Córdoba, Argentina; 12 de septiembre de 1948) es un tenor lírico argentino . Es el cantante lírico argentino de mayor trascendencia internacional de su generación.[cita requerida]

## Infancia y juventud
De niño vivía en un enorme caserón en Alta Gracia, Córdoba, donde escuchaba los discos de música lírica que venía de sus vecinos, la familia Frediani, y se encerraba a cantar en el enorme baño del fondo. Por esa época conoció al luego juez Luis María Berrotarán, un tenor amateur con una gran voz. Este amigo le presentó a las grandes voces de la época.
Inicia estudios de ciencias políticas, pero luego se decide por el canto. Por ello viaja Buenos Aires donde cursa sus estudios musicales y de canto en el Instituto Superior de Arte del Teatro Colón, ampliándolos luego con Alfredo Bontá y Carlos Guichandut. Posteriormente se trasladó a Europa donde siguió perfeccionando su canto con figuras de la lírica como el tenor Miguel Barrosa y la soprano Gina Cigna.

## Carrera
Debutó en 1974 en el Teatro San Carlos de Lisboa como Turiddu en Cavalleria Rusticana lo que propició debuts en Maguncia, Colonia, Múnich y Berlín. 
En 1977 hizo su primera presentación en La Scala de Milán como Edgardo en Lucia di Lammermoor de Donizetti. En 1978 se presentó como Alfredo en La traviata en el Metropolitan Opera de Nueva York, donde fue invitado permanente hasta 2001.  
En 1981 debutó en la Staatsoper de Viena como Edgardo en Lucia di Lammermoor junto a Edita Gruberová. Estaba particularmente conectado con esta casa, donde cantó casi todos los papeles en su cuerda en más de 160 actuaciones durante dos décadas.
Finalmente en 1984 llega su esperado debut en su país natal. Se presenta por vez primera en el Teatro Colón de Buenos Aires reemplazando a Plácido Domingo en Tosca con la soprano Eva Marton. En el mismo año hizo su debut en el Covent Garden de Londres, donde posteriormente actuó muchas veces, incluso en la producción de Luchino Visconti de Don Carlos, de la que existe registro en video.
En 1992 Lima recibió el título de Cantante de Cámara de Austria por sus actuaciones en este teatro de ópera. 
Durante más de 30 años, ha cantado en los principales teatros líricos del mundo, los mencionados Staatsoper de Viena, La Scala de Milán, La Arena de Verona, el Covent Garden de Londres, el Metropolitan Opera de Nueva York, y otros teatros líricos de Los Ángeles, Boston, y San Francisco, como así también en las principales casas de Ópera de México, Zúrich, Madrid, Barcelona (Teatre Grec, ll Trovatore, 1980), París, Japón, Croacia, Alemania, Caracas, Brasil, y Grecia.
Con frecuencia ha vuelto al principal coliseo de su país, el Teatro Colón, donde ha interpretado los principales roles de su cuerda, destacándose sus entregas de Tosca, La Boheme, Werther, L'elisir d'amore, Mefistofele, Faust, y Romeo et Guilliette.
Trabajó en muchos papeles con el director de ópera francés Jean-Pierre Ponnelle, a quien Lima estaba particularmente apegado. Estor roles incluyen Don Josè en Carmen y Turiddu en Cavalleria rusticana. Estos dos papeles y el papel principal en Don Carlos de Verdi se encontraban entre los papeles estelares del tenor. 
Luis Lima ha trabajado con casi todos los directores importantes de su generación, como Claudio Abbado, James Levine y Herbert von Karajan, bajo cuya dirección cantó Cavaradossi en la Tosca de Puccini en el Festival de Pascua de Salzburgo en 1988 .

## Características interpretativas
Reconocido por su expresividad e incomparable fraseo, y por sus dotes actorales (elogiadas por sus reggisseurs), el tenor cordobés ha compartido escenario con figuras de la talla de Mirella Freni, Monserrat Caballé, Ileana Cotrubas, Edita Gruberova, Eva Marton, Teresa Berganza, Federica Von Stade y Katia Ricciarelli. Asimismo ha sido dirigido por los maestros de mayor jerarquía en el mundo de la ópera.
Luis Lima ha logrado una notable admiración por parte de los fanáticos de la opera en aquellos países que son considerados “cuna” de los grandes compositores de este género, y en este contexto ha recibido premios internacionales que coronan su trayectoria: Toulouse, Viñas, Giacomo Lauri Volpi y Aureliano Pertile.

## Actuaciones destacadas

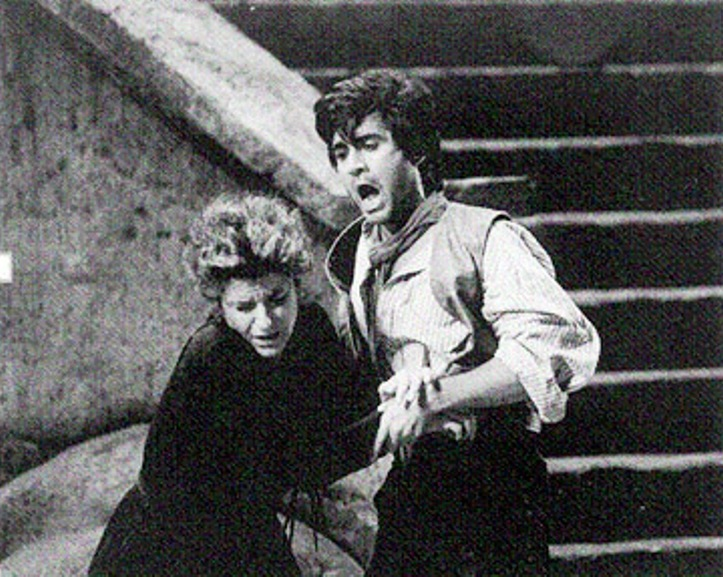
Luis Lima y Agnes Baltsa en Cavalleria Rusticana, en la Wiener Staatoper el 20 de mayo de 2000.

Entre sus más destacadas actuaciones se citan Don Carlo, Carmen, Fedora, Werther y Los cuentos de Hoffmann en la Wiener Staatsoper. 
Además del Requiem de Verdi con Seiji Ozawa, Carmen con Teresa Berganza en Madrid, Adriana Lecouvreur con Mirella Freni y James Levine en el Metropolitan Opera donde cantó 77 representaciones entre 1977 y 2001.
Otras importantes funciones fueron La Boheme junto a Ileana Cotrubas; Anna Bolena con Montserrat Caballé y Carmen en el Covent Garden de Londres bajo la dirección de Zubin Mehta. 
Varias actuaciones de Lima han sido capturadas para la posteridad, como su Don Carlos de 1985 y su Carmen de 1991, ambas en el Covent Garden de Londres, así como la película de 1988 Così fan tutte dirigida por Jean-Pierre Ponnelle junto a Teresa Stratas, Edita Gruberová y Ferruccio Furlanetto. Otras presentaciones en vivo grabadas y televisadas, son Mireille de Charles Gounod en Ginebra en 1981, Carmen dirigida por Lina Wertmüller del Teatro San Carlo de Nápoles en 1986, en 2001 la producción de Jean-Pierre Ponnelle de Cavalleria rusticana, en la Ópera Estatal de Viena junto a Agnes Baltsa, y La Boheme junto a Mirella Freni.

## Retiro
Aún joven anunció su retiro de las tablas en el año 2001, más por el estrés de los viajes que por su natural evolución vocal. Declaró también que su repertorio incluía roles románticos, y su voluntad de realismo escénico lo volvía demasiado viejo para ellos, lo que es natural en la concepción tradicional de la ópera, pero no en su propia concepción. Sostuvo que "A mi no me faltó energía física para continuar, pero ya no tenía el aspecto". Desde entonces realiza recitales esporádicamente. 
Actualmente reside en la ciudad de Alta Gracia, Córdoba, Argentina.

## Premios
- Premio Aureliano Pertile, Italia

- Asociación de Críticos Musicales de Argentina
- Premio "Toulouse", Francia
- Premio "Giacomo Lauri-Volpi", Italia
- Premio "Francisco Viñas", Barcelona
- Premio Konex de Platino 1999: Cantante Masculino
- Premio Konex 1989: Cantante Masculino

## Repertorio
Su repertorio incluye los roles principales de tenor lírico en más de 50 óperas, entre las que figuran: 
Luigi Cherubini
- Medea

Wolfgang Amadeus Mozart
- Così Fan tutte,

Gaetano Donizetti
- Gemma di Vergy
- Lucrezia Borgia
- Anna Bolena
- Roberto Devereux
- L’elisir d’amore

Giuseppe Verdi
- La Traviata
- Rigoletto
- Il Trovatore
- Un Ballo in Maschera
- I Lombardi alla prima Crociata
- Stiffelio
- Simone Boccanegra
- Giovanna d’Arco
- Luisa Miller
- Don Carlo
- Messa da Réquiem
- Himno de las naciones

Giacomo Puccini
- La Boheme
- Tosca
- Madama Butterfly
- La Fanciulla del West
- Il Tabarro

Charles Gounod
- Faust
- Romeo et Juliette
- Mireille

Jules Massenet
- Manon
- Werther
- Esclarmonde
- Le Roi de Lahore

Umberto Giordano
- Andrea Chenier
- Fedora

Francesco Cilea
- Adriana Lecouvreur

Georges Bizet
- Carmen

Jacques Offenbach
- Les Contes d’Hoffman

Giacomo Meyerbeer
- Le Prophete

Hector Berlioz
- La damnation de Faust

Pietro Mascagni
- Cavalleria Rusticana

Arrigo Boito
- Mefistofele

## Discografía principal
- Gounod, Mireille, Cambreling
- Massenet, Le roi de Lahore, Richard Bonynge
- Mozart, Cosí fan tutte, Nikolaus Harnoncourt, DVD
- Verdi, Don Carlo, Bernard Haitink, DVD
- Verdi, Un giorno di regno, Bellugi
- Vives, Bohemios, Antoni Ros Marba